# Microsoft SmartScreen
Microsoft SmartScreen篩選工具提供了一組工具，能夠協助對抗電腦病毒：防網路釣魚的保護，應用程式評價和反惡意程式碼的保護。分別可防冒充的網站，避免受到這類網站騙取密碼和帳單資料等個人資訊，應移除不必要的已知檔案警告，並且針對高風險下載顯示嚴重警告和防範潛在有害的軟體，避免這些軟體滲透您的電腦。